# Madeleine Lafon
Madeleine Lafon (Parigi, 1924 – Parigi, 6 aprile 1967) è stata una danzatrice francese, prima ballerina del balletto dell'Opéra di Parigi dal 1952 al 1960.

## Biografia
Studiò danza alla scuola dell'Opéra di Parigi, dove si perfezionò sotto Boris Kniaseff, Carlotta Zambelli, Ljubov' Nikolaevna Egorova e Serge Lifar. Nel 1941 fu ammessa nel corps de ballet dell'Opéra di Parigi, dove ebbe una rapida carriera: nel 1946 fu promossa a ballerina principale, mentre nel 1952 fu proclamata danseuse étoile. Acclamata interprete delle coreografie di Lifar, George Balanchine e Juan Corelli, diede il suo addio alle scene nel 1960 e dal 1963 alla morte insegnò alla scuola di danza dell'Opéra di Parigi.
Morì nell'aprile 1967 all'età di quarantatré anni.